# حوزه انتخابیه علی‌آباد
حوزهٔ انتخاباتی علی‌آباد یکی از حوزه از حوزه‌های استان گلستان برای انتخابات مجلس شورای اسلامی است. این حوزه به مرکزیت علی‌آباد، ۱ نماینده دارد.

## نمایندهدوره دهم
اسدالله قره‌خانی آلوستانی

## پی‌نوشت و منبع
- «جدول حوزه‌های انتخابیه در انتخابات دهمین دورهٔ مجلس شورای اسلامی» (PDF). مرکز پژوهش و سنجش افکار صدا و سیما. بایگانی‌شده از اصلی (PDF) در ۵ اكتبر ۲۰۱۸. دریافت‌شده در ۱ اوت ۲۰۱۶. تاریخ وارد شده در |archive-date= را بررسی کنید (کمک)